# Canale Virgilio

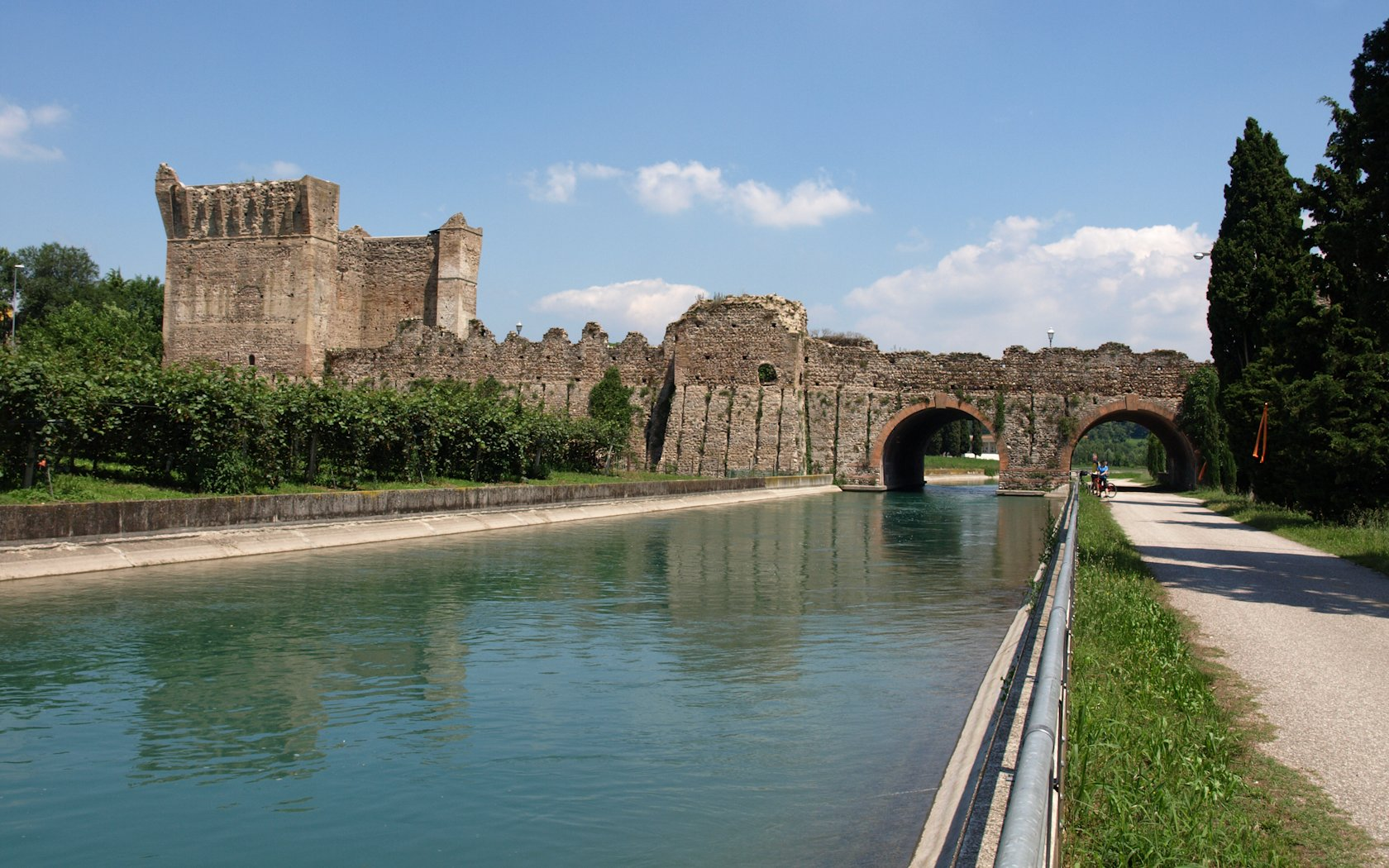
Passaggio sotto il ponte visconteo a Borghetto (Valeggio sul Mincio)

Il canale Virgilio è un'opera irrigua del Consorzio di bonifica Garda Chiese.

## Geografia
Ha origine da una deviazione del flusso del fiume Mincio in corrispondenza della diga di Salionze (nel territorio di Monzambano, a circa metà strada tra Peschiera del Garda e Valeggio sul Mincio). Scorre inizialmente alla destra idrografica del fiume per poi allontanarsi, riducendosi progressivamente di dimensioni. La sua lunghezza è di circa 18,5 km.

## Storia
Costruito tra l'ottobre del 1930 e il maggio del 1932 (come riporta un'incisione di epoca fascista, parzialmente scalpellata, posta sull'edificio regolatore). Sui lati dell'edificio di presa, in prossimità della diga, sono presenti dei bassorilievi con relative iscrizioni latine: ARENTIA TEMPERAT ARVA - CAMPUM PETIT AMNIS ("le acque del fiume siano un ristoro per gli aridi campi"), versi tratti dalle Georgiche di Virgilio. 
L'opera coinvolse numerosa manovalanza (come riportano le fonti orali della zona, lo scavo è avvenuto senza l'ausilio di mezzi meccanici) e presenta alcune opere di discreto impegno come il ponte a Monzambano (con parziale demolizione di edifici) e l'attraversamento del ponte visconteo a Borghetto (Valeggio sul Mincio).
Il canale è per una parte costeggiato da una fila di cipressi (messi a dimora all'epoca della costruzione) di cui molti esemplari malati sono stati sostituiti con piante giovani all'inizio degli anni 2000.

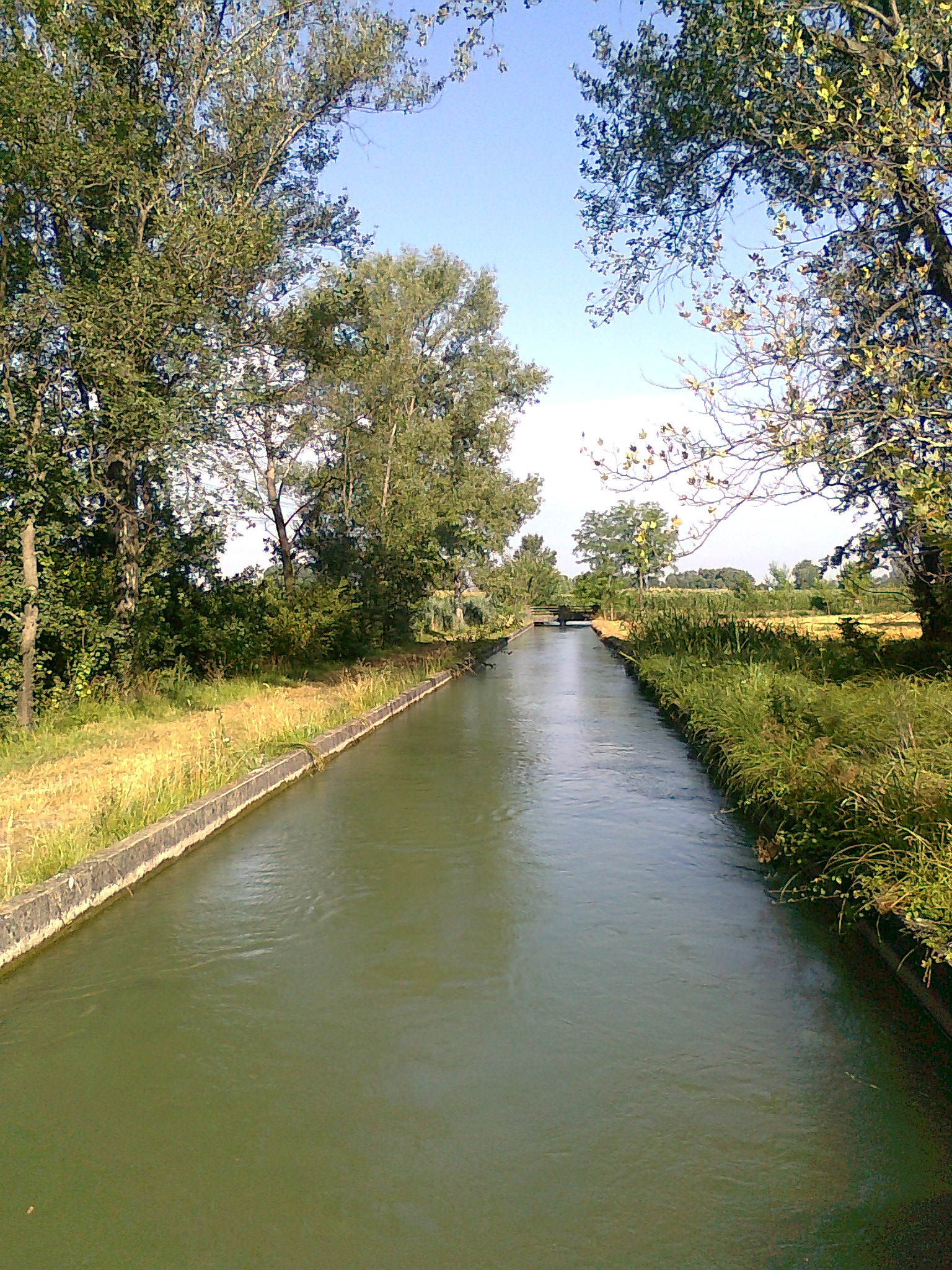
Il canale Virgilio nella campagna di Castel Goffredo

## Caratteristiche tecniche
Il canale, di forma trapezoidale, è rivestito da uno spessore di 15/20 cm di calcestruzzo. Misura 12,85 metri di larghezza e 3,80 di profondità; la portata è di circa 24 m3/s.